# Igreja Matriz de Monte da Pedra
A Igreja Matriz de Monte da Pedra, Igreja Paroquial de Monte da Pedra ou Igreja de Nossa Senhora da Conceição, situa-se na freguesia de Monte da Pedra, no Município do Crato.
Foi construída no século XVII e restaurada no século XVIII.
É um edifício do tipo característico da região e a que dá acesso uma escadaria de granito. Tem fachada singela com pórtico e janelão retangular e empena triangular. A torre sineira possui quatro olhais e cúpula cónica pontiaguda.
No seu interior ostenta uma nave única com capela-mor e dois altares de madeira com obra em talha. O altar-mor tem pilastras rectilíneas e frontão interrompido. O púlpito, de pedra possui imagens de São Sebastião, da Virgem como o Menino e o de São Marcos, todas do século XVI , de pedra policromada e de notáveis dimensões; e de Santo António de Cristo Crucificado, do século XVII, em madeira policromada. De entre as alfaias litúrgicas há a referir um turíbulo, um porta-hóstias e duas navetas e prata do século XVII.